# Batalha de Crotona
A Batalha de Crotona ou, mais precisamente, as Batalhas de Crotona, travadas em 204 e 203 a.C., juntamente com o raide na Gália Cisalpina, foram as últimas operações militares em grande escala entre romanos e cartagineses na Itália durante a Segunda Guerra Púnica. Depois do recuo de Aníbal para Brúcio após a derrota em Metauro, que levou Asdrúbal, seu irmão, à morte, os romanos tentaram continuamente bloquear suas forças no mar Jônico para impedir sua inevitável fuga para Cartago capturando Crotona. O comandante cartaginês fez o que pôde para manter o controle sobre seu último porto ainda efetivo depois de anos de guerra e, no final, conseguiu seu intento.

## Sul da Itália e o fim da guerra de Aníbal
Em 204 a.C., os romanos estavam claramente vencendo a guerra. Três anos antes, eles haviam destruído o exército de Asdrúbal, que havia marchado da Hispânia através dos Alpes e invadido a Itália para ajudar Aníbal, seu irmão, depois de escapar de Públio Cornélio Cipião (futuro "Africano") na Batalha de Bécula. Cipião, por outro lado, aproveitou a ausência de Asdrúbal para derrotar os dois últimos generais cartagineses na região, Magão Barca (também irmão de Asdrúbal e Aníbal) e Aníbal Giscão. Depois da vitória decisiva na Batalha de Ilipa, os cartagineses perderam completamente o controle das províncias hispânicas.
Depois da da Batalha do Metauro, Aníbal decidiu concentrar todas as suas forças e a de seus aliados em Brúcio, "o canto mais remoto da Itália". Ele abandonou suas possessões na Lucânia e na Magna Grécia, aparentemente por terem perdido importância estratégica e por serem consideradas indefensáveis contra as forças romanas claramente superiores. Além disto, tendo perdido muitas tropas em cidades tomadas pelos romanos nos anos anteriores, Aníbal queria reduzir as perdas. Uma região majoritariamente montanhosa e quase inteiramente cercada pelo mar, Brúcio deu a Aníbal uma base perfeita para interromper o avanço romano, forçando o Senado a manter um grande exército de prontidão para evitar seus movimentos, algo muito caro. Ele utilizou a mesma tática que seu pai, Amílcar Barca, utilizou por sete anos durante a Primeira Guerra Púnica na Sicília. Segundo o historiador militar Hans Delbrück, o objetivo estratégico por trás desta tática era induzir os romanos a um tratado de paz aceitável em troca da base cartaginesa na Itália.
Lívio descreve as características da guerra que se seguiu da seguinte forma:
| “ | A luta em Brúcio havia assumido a característica de guerra de guerrilha e não mais de uma guerra normal. Os númidas [mercenários de Aníbal] deram início à prática e os brúcios seguiram o exemplo, não tanto por causa de sua aliança com os cartagineses, mas por que era seu método tradicional e natural de levar adiante uma guerra. No final, até mesmo os romanos foram infestados pela paixão pelo saque e, no tanto quanto seus generais permitiam, costumavam realizar incursões predatórias sobre os campos inimigos. | ” |
|   | — Lívio, Ab Urbe Condita XXIX 6. |   |

Neste ponto, Roma teve que decidir como prosseguir. Depois de muito debate no Senado, Públio Cornélio Cipião, eleito cônsul em 205 a.C., recebeu autorização para invadir a África para levar a guerra até Cartago. Seu ponto era que apenas uma invasão iria fazer com que Cartago reconvocasse Aníbal e Magão, que havia estabelecido outra cabeça de ponte na Itália ao desembarcar na Ligúria (vindo das ilhas Baleares depois de fugir da Hispânia). Contudo, apesar da autorização, Cipião não recebeu recursos suficientes e foi obrigado a passar um ano preparando-se para a expedição na Sicília.

## Campanha em Brúcio
Com o tempo, a análise de Cornélio Cipião se mostrou correta. Por quatro anos, as principais forças romanas estavam presas em Brúcio e algumas foram levadas para a Etrúria e para a Gália Cisalpina para enfrentar Magão. Em 206 a.C., Brúcio foi designada aos dois cônsules. Dião Cássio explica a inação dos dois: "Aníbal por um tempo se manteve quieto, satisfeito em manter as vantagens que já eram dele. E os cônsules, acreditando que seu poder se deterioraria mesmo sem uma batalha, também esperavam". Apiano afirma que Aníbal esperava ajuda de Cartago, que não chegou, pois uma grande esquadra de 100 navios, com soldados, dinheiro e suprimentos, foi desviada de seu curso por ventos fortes acabou interceptada e completamente destruída pela marinha romana na Sardenha. Aníbal teve que coletar pesados impostos e confiscar suprimentos em Brúcio para manter seu exército, o que minou a sua popularidade entre os povos locais, muitos dos quais desertaram. A deportação de cidadãos pouco confiáveis de fortalezas estratégicas, citada por Apiano, aumentou a segurança de Aníbal, mas não no caso de Locros. Em 205 a.C., um destacamento romano, enviado de Régio por Cornélio Cipião, conseguiu capturar parte da cidade em um assalto repentino, conhecido como Terceira Batalha de Locros. Aníbal teve que marchar rapidamente para expulsá-los, sem sucesso. Porém, segundo Lívio, "os romanos não teriam conseguido resistir se a população, amargurada pela tirania e rapacidade dos cartagineses, não tivesse passado para o lado deles".
Pressionado pela pela perda do porto estratégico, Aníbal mudou sua sua base para "Crotona, que ele acreditava ser bem situada para suas operações e onde ele estabeleceu seus galpões e seu quartel-general contra as demais cidades". Como no ano anterior, ele foi atacado por dois exércitos consulares de duas legiões cada, um comandado por Públio Licínio Crasso e o outro pelo procônsul Quinto Cecílio. Segundo Apiano, Crasso conseguiu tomar de Aníbal sete cidades em Brúcio, incluindo Cosência. É uma questão em aberto se ele o fez pelo uso da força ou da persuasão. É também discutível se Crasso conseguiu qualquer avanço, pois Lívio conta que Cosência se rendeu somente depois das batalhas em Crotona no ano seguinte. Para Lívio, o mais importante evento em Brúcio em 205 a.C. foi uma epidemia que "atacou os romanos e os cartagineses e foi igualmente letal para ambos, mas, além da epidemia, os cartagineses sofriam ainda com a escassez de alimentos", o que ocorreu já no final do ano. As condições eram tão sérias que Licínio Crasso não pôde retornar a Roma para conduzir as eleições para o ano seguinte e recomendou ao Senado que debandasse um dos exércitos em Brúcio com o objetivo de preservar a vida dos soldados. O Senado autorizou Licínio Crasso a fazê-lo e Públio Semprônio Tuditano, que enviado para Brúcio no ano seguinte como cônsul foi obrigado a alistar novas tropas.

### Batalhas de Crotona
A primeira batalha na vizinhança de Crotona foi travada no verão de 204 a.C.. Nas palavras de Lívio, foi uma batalha irregular, iniciada por um enfrentamento acidental entre as colunas em marcha de Aníbal e as de Semprônio Tuditano. Os cartagineses repeliram os romanos, que recuaram em confusão para seu acampamento, deixando para trás 1 200 mortos. Aníbal não estava preparado para tomar de assalto o acampamento fortificado e somente por isso os romanos não foram completamente derrotados. Apesar disto, Semprônio Tuditano recebeu um duro golpe e assumiu que suas duas legiões não eram páreo para os cartagineses, abandonando o acampamento no meio da noite seguinte e convocando de volta, como procônsul, Públio Licínio Crasso.
Depois de se juntar ao outro comandante romano na região, Semprônio Tuditano retornou a Crotona em busca de vingança. Ele arranjou sua legião na frente, deixando as de Licínio Crasso na reserva. Desta vez, Aníbal não conseguiu resistir um exército com o dobro do tamanho do seu e foi forçado a recuar até Crotona, a um custo de 4 000 mortos e 300 prisioneiros segundo Lívio. Não está claro se os romanos tentaram ou não tomar a cidade. Lívio afirma que Semprônio deixou o local e, no mesmo verão, ele tomou de assalto a Clampétia. "Cosência, Pandósia e algumas outras localidades pouco importantes se renderam voluntariamente".
A luta à volta de Crotona continuou em 203 a.C., mas, como o próprio Lívio afirma, não há relatos claros sobre os eventos. Ele próprio suspeita de uma história de que o cônsul Cneu Servílio Cepião teria matado 5 000 soldados cartagineses em uma batalha campal. Uma coisa é certa: Servílio Cepião, cônsul em 203 a.C., não conseguiu impedir que Aníbal partisse em segurança de volta para a África. Apiano informa que, para o transporte de seus veteranos, Aníbal chegou a construir mais navios além da frota que chegou a Cortona vinda de Cartago sem ser incomodado pelos romanos.

## Consequências
Como Cipião havia previsto, apesar de todos os esforços de Aníbal, a guerra entre a República Romana e Cartago seria decidida fora da Itália. O general romano infligiu diversas pesadas derrotas aos cartagineses na África e eles pediram ajuda a Aníbal. Enquanto ele estava ainda em Brúcio, seu irmão, Magão, foi expulso e mortalmente ferido em combate no norte da Itália. O restante das forças de Magão retornaram a Cartago e se juntaram a Aníbal na decisiva batalha de Zama.